# Guerra Etiopia-Eritrea
La guerra Etiopia-Eritrea, nota anche come guerra di Badme, fu un lungo conflitto tra l'Etiopia e l'Eritrea scoppiato nel maggio 1998 e terminato nel giugno 2000. La guerra si scatenò per questioni di definizione dei confini tra i due Stati, rimasti per lunghi tratti incerti dopo l'indipendenza dell'Eritrea dall'Etiopia nel 1991; in particolare, la contesa più importante riguardava il possesso della città di Badme, rivendicata dall'Eritrea ma occupata dall'Etiopia.
Nel maggio 1998 gli eritrei aprirono le ostilità attaccando a sorpresa il territorio etiope, occupando varie zone nella regione dei Tigrè tra cui la stessa Badme; le ostilità si trasformarono quindi in una lunga guerra di trincea, con gli eritrei asserragliati all'interno di estese fortificazioni a protezione delle loro conquiste mentre gli etiopi cercavano di sloggiarli con una serie di ripetute controffensive. Nel febbraio 1999 gli etiopi, dotati di un arsenale più avanzato, riuscirono a scacciare gli eritrei dalla regione di Badme; vista l'indisponibilità dell'Eritrea a raggiungere una soluzione negoziale del conflitto, tra maggio e giugno 2000 gli etiopi lanciarono un'offensiva risolutiva, penetrando ampiamente in territorio eritreo.
Le due parti raggiunsero infine una tregua il 18 giugno 2000, siglando poi un trattato di pace ad Algeri il 12 dicembre seguente. In base all'accordo fu nominata una commissione incaricata di delimitare la frontiera tra le due nazioni, la quale spartì le regioni contese tra i due contendenti assegnando tuttavia Badme all'Eritrea. L'accettazione della spartizione si rivelò problematica, e tensioni politiche e scaramucce militari tra etiopi ed eritrei proseguirono fino al luglio 2018, quando venne raggiunto un accordo di pace definitivo tra i due Stati.

## Antefatti

### Etiopia ed Eritrea dagli anni 1950 agli anni 1990

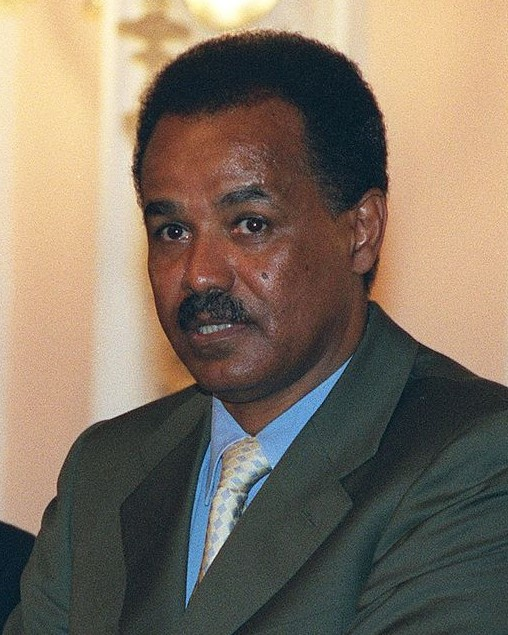
Isaias Afewerki, leader indipendentista e poi dal 1991 primo e unico presidente dell'Eritrea indipendente, in una foto del 2002

Già colonia dell'Italia, dopo un periodo di occupazione da parte del Regno Unito al termine della seconda guerra mondiale il territorio corrispondente all'attuale Eritrea venne unito al confinante Impero d'Etiopia nel 1952 sotto gli auspici delle Nazioni Unite. L'impianto iniziale di tipo federale previsto per l'unione venne tuttavia rapidamente stravolto dalle autorità etiopi, desiderose di sopprimere sul nascere qualunque possibile movimento separatista che potesse portare a una futura indipendenza della regione; nel 1962 la federazione venne quindi formalmente abolita e l'Eritrea trasformata in una semplice provincia dell'Impero. L'annessione, seguita dal tentativo di sopprimere la cultura locale per favorirne l'assimilazione con l'Etiopia, non fu bene accolta dalle popolazioni eritree, e ben presto una violenta guerra d'indipendenza iniziò a interessare la regione già a partire dalla fine del 1961.
Per un trentennio i guerriglieri eritrei battagliarono contro le forze governative etiopi; a questo conflitto si aggiunse anche una lotta tutta interna al movimento indipendentista, diviso tra il Fronte di Liberazione Eritreo e il Fronte di Liberazione del Popolo Eritreo o FPLE: quest'ultimo, di ispirazione marxista e secolarista, emerse infine come vittorioso e assunse la direzione della lotta contro l'Etiopia. La guerra d'indipendenza eritrea finì poi con il saldarsi con la guerra civile scoppiata in Etiopia nel 1974, dopo che il governo imperiale era stato rovesciato da un colpo di Stato dell'esercito e rimpiazzato da una giunta militare, il Derg, di ispirazione marxista-leninista; contro il nuovo regime si sollevò una moltitudine di gruppi armati etiopi, sia di oppositori politici che espressione di minoranze etniche oppresse dal governo centrale. Il FPLE prese quindi a coordinare le sue operazioni belliche con uno dei più importanti gruppi armati di opposizione etiope, il Fronte Popolare di Liberazione del Tigrè o FPLT attivo nella Regione dei Tigrè al confine con l'Eritrea; il FPLT avrebbe poi promosso, nel 1988, la formazione di un unitario Fronte Democratico Rivoluzionario del Popolo Etiope (FDRPE) con altre formazioni guerrigliere etiopi, guidando la lotta contro la Repubblica Popolare Democratica d'Etiopia succeduta alla giunta militare del Derg.
Nel maggio 1991 il regime socialista etiope crollò sotto i colpi dei vari gruppi guerriglieri, e il FDPRE si installò al potere ad Addis Abeba; contemporaneamente, il FPLE approfittò del collasso delle forze armate regolari etiopi per porre sotto il suo controllo l'intero territorio dell'Eritrea. Il nuovo governo provvisorio di Addis Abeba, guidato dal tigrino Meles Zenawi, promosse un'impostazione di tipo federale per la struttura dello Stato in modo da tutelare i diritti dei numerosi gruppi etnici che abitavano il territorio etiope. Zenawi e il FDPRE appoggiarono inoltre le istanze secessioniste dell'Eritrea, concretizzatesi infine nel maggio 1993 dopo che un referendum tra la popolazione eritrea si era concluso con una vittoria schiacciante dei favorevoli all'indipendenza: il paese venne quindi posto sotto un governo provvisorio diretto dal segretario del FPLE, Isaias Afewerki.

### Il deteriorarsi delle relazioni

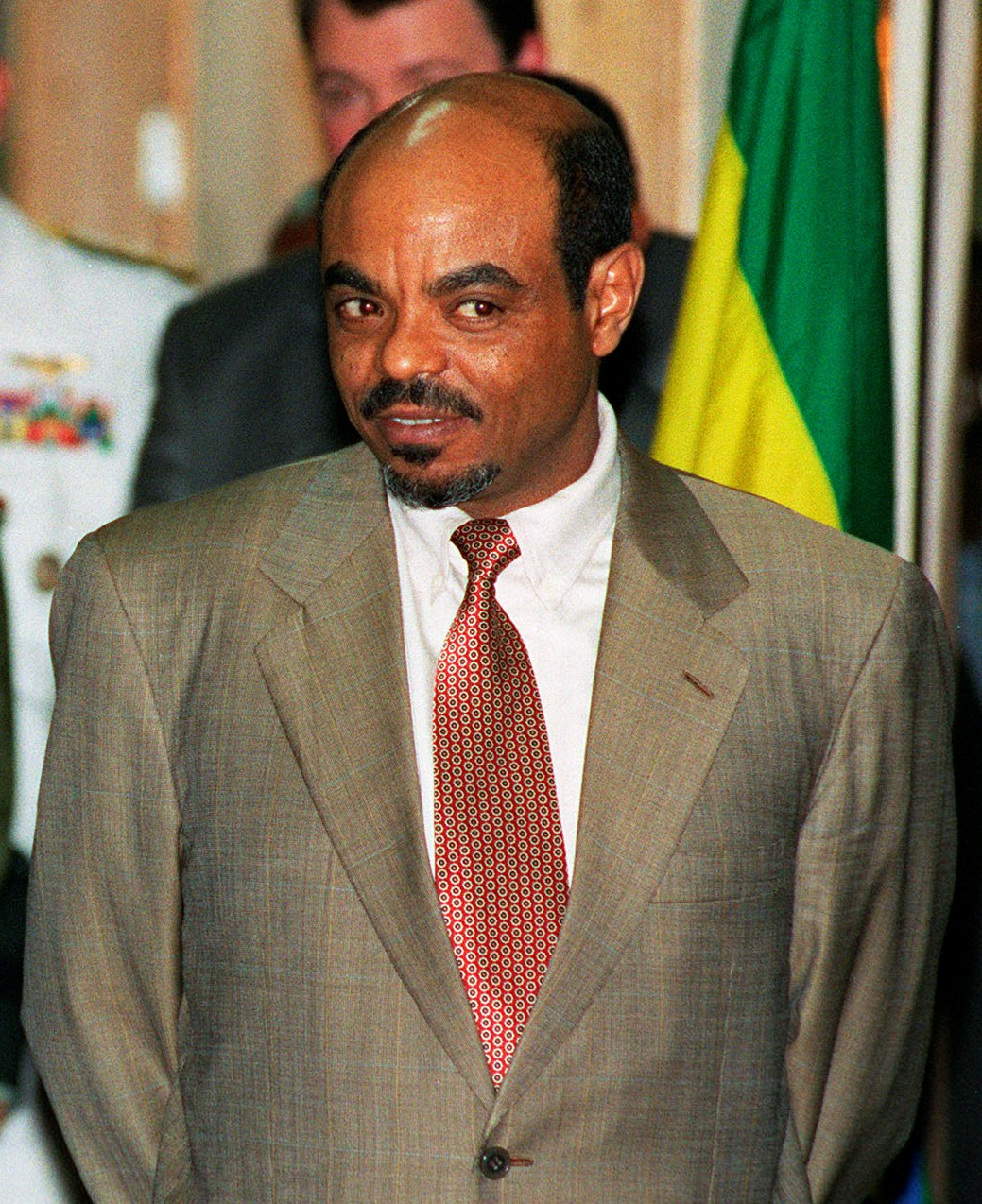
Meles Zenawi, primo ministro dell'Etiopia dal 1995 al 2012

Le relazioni tra Etiopia ed Eritrea nei primi anni 1990 si mantennero cordiali e collaborative. A seguito dell'indipendenza dell'Eritrea, l'Etiopia aveva perso il suo intero sbocco al mare con conseguente grave danno per il suo commercio con l'estero; Afewerki, tuttavia, concesse alle autorità etiopi di fare uso del porto di Assab alle stesse condizioni degli eritrei, garantendo così all'Etiopia un accesso ai traffici navali. Nei primi anni dopo l'indipendenza l'Eritrea mantenne inoltre la stessa moneta dell'Etiopia, favorendo così gli scambi commerciali tra le due nazioni che migliorarono sensibilmente le rispettive economie.
Entrambi i nuovi regimi al potere ad Addis Abeba e Asmara virarono su forme più o meno pronunciate di autoritarismo. Nel 1994 l'Etiopia si dotò di una nuova costituzione, basata sui principi del federalismo e dell'autonomia etnica, devolvendo il potere ai nuovi stati federati regionali; questo portò nel 1995 alle prime elezioni multipartitiche nella storia dell'Etiopia, nel corso delle quali tuttavia il FDPRE fu accusato di aver fatto ricorso ad arresti, interferenze e altri abusi pur di assicurarsi il controllo del governo federale e della maggior parte degli stati regionali. Negasso Gidada, un oromo, divenne nuovo presidente della repubblica, mentre il tigrino Zenawi diventava primo ministro di un governo i cui esponenti erano stati attentamente selezionati in modo da garantire un equilibrio tra i vari gruppi etnici. Contemporaneamente, in Eritrea Afewerki rese permanente il suo governo provvisorio e soffocò ogni voce di dissenso al regime del Fronte Popolare per la Democrazia e la Giustizia, il successore del FPLE: la costituzione dell'Eritrea, pure formalmente ratificata nel 1997, non venne mai del tutto promulgata, e le previste elezioni presidenziali e parlamentari vennero rimandate a tempo indefinito; fu vietata la costituzione di nuovi partiti politici, e la stampa venne posta sotto il controllo del governo. La società eritrea venne riformata in senso militarista: gli ufficiali delle forze armate ricevettero un'autorità superiore a quella dei funzionari civili, e assunsero il controllo delle principali leve del potere politico ed economico; l'intera popolazione, sia maschile che femminile, compresa tra i 18 e i 50 anni d'età venne sottoposta a una coscrizione militare obbligatoria dalla durata lunga e indefinita, venendo impiegata nei lavori pubblici in condizioni di fatto di schiavitù.
I primi anni di vita dell'Eritrea indipendente furono caratterizzati da rapporti conflittuali con i suoi vicini: durante tutti gli anni 1990 Eritrea e Sudan mantennero relazioni tese e conflittuali con accuse reciproche di appoggio alla destabilizzazione interna, mentre nel 1995 l'Eritrea sostenne un breve conflitto armato con lo Yemen per il possesso del conteso arcipelago delle Isole Hanish. Le relazioni tra Eritrea ed Etiopia iniziarono a peggiorare nel 1997, quando Asmara decise di sganciarsi dal sistema monetario etiope e di introdurre una propria valuta interna; al contrario di quanto si aspettava l'esecutivo di Asmara, il governo etiope accolse negativamente la mossa e vietò l'uso della valuta eritrea all'interno del suo territorio salvo che per transizioni economiche su piccola scala nelle regioni di confine. Oltre a danneggiare l'economia eritrea, questa mossa venne vista come un affronto personale da Afewerki che, in virtù della condizione dell'Eritrea come accesso al mare privilegiato dell'Etiopia, rivendicava una posizione di forte influenza nelle decisioni prese dal governo di Addis Abeba. Come reazioni alle decisioni etiopi, e anche come mezzo per rafforzare il consenso interno al suo regime, Afewerki sollevò quindi con insistenza il tema dell'esatta definizione dei confini tra Eritrea ed Etiopia, questione spinosa che una commissione congiunta nominata dai due governi non era riuscita a risolvere del tutto; l'Eritrea, in particolare, rivendicava il possesso della zona di Badme nella Regione dei Tigrè, rimasta sotto l'amministrazione dell'Etiopia dopo il collasso del regime del Derg.

## Forze in campo

### Etiopia

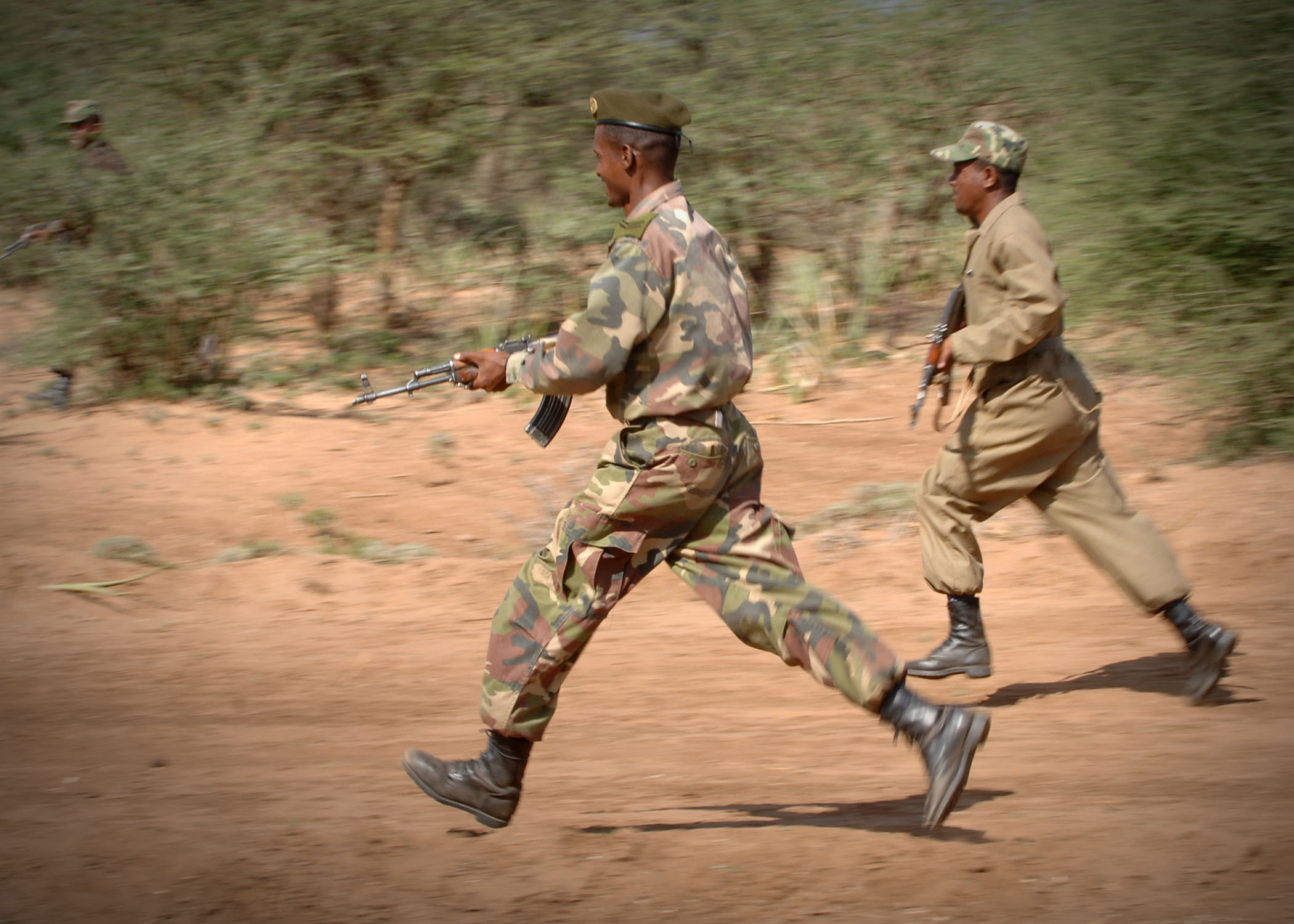
Due soldati etiopi in addestramento nei primi anni 2000

Gli eserciti che si affrontarono nel corso del conflitto erano, in entrambi i casi, una diretta derivazione dei gruppi guerriglieri che avevano preso il potere nei rispettivi paesi, ed erano ancora per gran parte nel bel mezzo di una fase di riarmo e riorganizzazione.
Subito dopo il suo insediamento ad Addis Abeba, il governo del FDPRE dovette gestire il non facile compito di smobilitare l'enorme apparato militare lasciato in eredità dal precedente regime socialista (ammontante a circa 455000 effettivi) nonché buona parte dei suoi stessi gruppi guerriglieri (con più di 100000 uomini in armi), in particolare per ricondurre le spese della difesa a un livello più sostenibile per la fragile economia nazionale; non senza difficoltà, la smobilitazione venne portata a compimento nel 1995. Adottando la stessa struttura sviluppata dai guerriglieri tigrini durante la guerra civile, la nuova Forza di difesa nazionale etiope venne strutturata su un nucleo base di regolari in servizio permanente, ammontante a circa 54000 uomini, addestrati a svolgere anche compiti superiori alla loro qualifica in modo da costituire i quadri essenziali per costituire una forza più ampia, mobilitata solo in caso di conflitto su vasta scala tramite il richiamo alle armi di un'ampia forza di riservisti addestrati. Benché composta principalmente da ex-guerriglieri del FDPRE, la nuova forza mantenne in servizio circa 7000 membri delle forze armate del Derg, in particolare ufficiali di medio livello dotati di addestramento avanzato e personale specialista in particolari settori tecnici vitali.
Sotto la guida di uno stato maggiore centrale (retto, nel 1998, dal generale tigrino Tsadkan Gebretensae), le forze armate etiopi si componevano di un esercito e di un'aeronautica militare. Le Forze terrestri etiopi erano strutturate su tre comandi territoriali (Settentrionale, Orientale e Sud-occidentale), ciascuno con agli ordini due divisioni composte da una brigata di fanteria, una brigata meccanizzata e una brigata commando; vi era poi un'ulteriore divisione meccanizzata autonoma, impiegata come riserva strategica e serbatoio per rinforzare le altre formazioni, strutturata su una brigata corazzata, una brigata di fanteria motorizzata, una brigata commando, una brigata di artiglieria, una brigata di artiglieria anticarro e una brigata di difesa antiaerea.
L'Aeronautica militare etiope era ancora in piena ricostruzione nel 1998, sia per la difficoltà a integrare nei suoi ranghi gli ex-guerriglieri (privi di qualsiasi preparazione in fatto di aviazione) che per il rifiuto di buona parte dei quadri delle vecchie forze aeree socialiste di servire sotto il nuovo regime. Il parco velivoli era un grosso problema, visto che i mezzi di produzione sovietica ereditati dal precedente regime socialista erano fondamentalmente tutti a terra a causa della carenza di pezzi di ricambio; l'addestramento al volo veniva condotto tramite piccole aliquote di velivoli Aermacchi SF-260 di origine italiana e Aero L-39 Albatros di origine cecoslovacca, ma solo nel 1995 i servizi tecnici riuscirono a rimettere in operatività il primo gruppo di caccia Mikoyan-Gurevich MiG-23 sovietici. Un primo accordo con gli Stati Uniti d'America nel 1996 portò alla fornitura di due aerei da trasporto Lockheed C-130 Hercules, ma le consegne di ulteriori velivoli vennero fermate dopo l'inizio della guerra; tra il 1997 e il 1998 vennero poi acquistati dalla Bulgaria cinque MiG-23, impiegati come fonte di pezzi di ricambio per rimettere in senso la ben più numerosa flotta etiope di apparecchi dello stesso tipo. 

### Eritrea

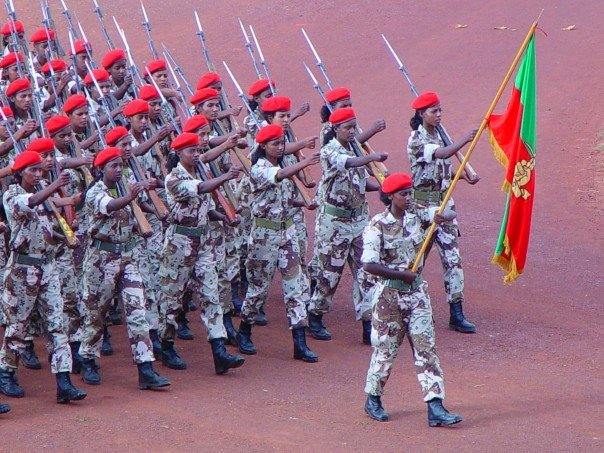
Soldatesse eritree sfilano in parata

Similmente alla confinante Etiopia, anche l'Eritrea appena indipendente creò le sue forze armate (Forze di difesa eritree) partendo dalla base costituita dagli ex guerriglieri del FPLE. Inizialmente l'intera struttura del FPLE venne trasformata tal quale nelle nuove forze armate, lasciando buona parte dei precedenti comandanti al loro posto; dopo un fallito ammutinamento di parte delle forze armate nel 1993, dovuto più che altro alla mancata corresponsione degli stipendi ai soldati, più di 100 ufficiali furono arrestati e condannati, mentre nell'ottica di costituire una forza più professionale venne avviato un vasto programma di smobilitazione di ex guerriglieri. La struttura di base fu quindi assestata su un quadro di 46000 militari in servizio permanente, prevedendo tuttavia la possibilità di ampliare rapidamente l'organico tramite il richiamo della bene addestrata riserva militare e la mobilitazione della vasta milizia popolare creata con la militarizzazione della società; la milizia da sola, in particolare, poteva schierare più di 200000 effettivi in totale, mentre i riservisti ammontavano a circa 105000.
Sotto il comando del capo di stato maggiore della difesa, maggior generale Uqbe Abraha, le Forze di difesa eritree si componevano principalmente di esercito e aeronautica militare; la piccola Marina militare dell'Eritrea, ancora embrionale, non venne coinvolta negli scontri con l'Etiopia. Dopo il richiamo dei riservisti, nel maggio 1998 l'Esercito eritreo metteva in campo di sedici divisioni raggruppate in cinque comandi di corpo d'armata, a loro volta distribuiti tra tre comandi di fronte (Occidentale, Centrale e Orientale); i comandi dei fronti rispondevano del loro operato direttamente al presidente, il che complicava non poco la catena di comando visto che Afewerki tendeva a inviare direttive operative senza consultarsi né con il capo di stato maggiore né con il ministro della difesa Sebhat Ephrem.
L'Aeronautica militare eritrea era stata costituita nel 1991 attingendo ai velivoli e ai depositi di munizioni e pezzi di ricambio abbandonati dagli etiopi nelle basi aeree di Asmara, Massaua e Assab. Il primo personale consisteva in una dozzina di piloti e altrettanti tecnici di terra eritrei o di altri gruppi etnici provenienti dai ranghi delle Forze aeree etiopi, mentre l'addestramento delle nuove reclute prese avvio nel 1994; alcuni dei primi nuovi piloti eritrei vennero addestrati in Etiopia presso la scuola di volo di Dire Daua. Ai primi velivoli ex-etiopi recuperati e rimessi in condizione di volare (due caccia MiG-23 e un MiG-21) si aggiunsero ben presto nuovi apparecchi acquistati sul mercato internazionale: quattro aerei d'addestramento Valmet L-90 Redigo di origine finlandese e altrettanti addestratori Aermacchi MB-339 italiani; quattro aerei da trasporto Harbin Y-12 cinesi; cinque elicotteri da trasporto Mil Mi-8 russi e altri quattro apparecchi dello stesso tipo acquistati in Etiopia. Il programma di acquisizione più rilevante riguardò infine l'acquisto dall'Ucraina di tredici avanzati caccia multiruolo Mikoyan-Gurevich MiG-29, tuttavia non ancora consegnati quando le ostilità ebbero inizio.

## La guerra

### L'apertura delle ostilità

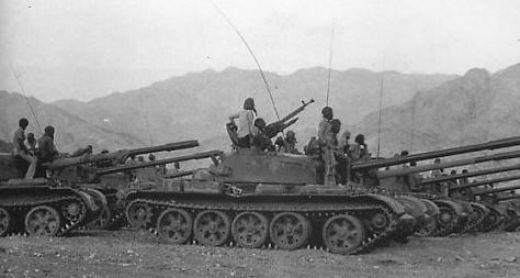
Carri T-55 e truppe eritree in una foto di fine anni 1980

Tra gennaio e aprile 1998 il governo eritreo ordinò la mobilitazione completa dei suoi riservisti, ufficialmente con la scusa di avviare dei programmi di sviluppo economico; le unità eritree, in realtà, andarono ad ammassarsi progressivamente al confine con l'Etiopia, in particolare a nord della Regione dei Tigrè. Gli etiopi non sospettavano nulla: il confine con l'Eritrea era ritenuto una zona tranquilla, e i cittadini di entrambi gli Stati potevano attraversarlo liberamente mostrando solo un documento di identità. Dopo lo scoppio della guerra civile in Somalia gran parte delle unità operative delle forze armate etiopi era stato spostato a difesa della frontiera tra Etiopia e Somalia; il presidio del confine dell'Eritrea era affidato esclusivamente a unità di polizia equipaggiate alla leggera.
Il 6 maggio 1998 un gruppo di soldati eritrei si presentò al valico di frontiera etiope di Sheraro, sulla strada per Badme, chiedendo di passare. Le guardie di frontiera etiopi chiesero agli eritrei, come di consueto, di deporre le armi prima di attraversare il confine, ma gli eritrei si rifiutarono: la discussione degenerò quindi in una sparatoria che lasciò sul terreno diversi morti da ambo le parti. Subito dopo questa prima scaramuccia, un'intera brigata meccanizzata eritrea attraversò il confine e occupò la cittadina di Badme. Due giorni dopo, l'8 maggio, la commissione congiunta etiope-eritrea per la delimitazione dei confini si riunì ad Addis Abeba: la commissione convenne sulla necessità di risolvere la disputa sulla delimitazione della frontiera tramite negoziati tra le parti, ricorrendo in caso di fallimento alla mediazione di attori esterni o al giudizio delle corti di giustizia internazionali; il governo di Asmara acconsentì a ritirare le sue unità dalla zona di Badme, ma l'ammassamento delle truppe eritree al confine continuò ad aumentare.
Alle 05:30 del 12 maggio, senza alcuna dichiarazione di guerra, gli eritrei sferrarono un'offensiva su vasta scala: appoggiate da artiglieria e carri armati, almeno due brigate eritree a pieno organico attraversarono il confine e occuparono Badme, debolmente contrastate dalla polizia etiope e da unità di miliziani locali equipaggiati solo di armi leggere. Vista la debole resistenza incontrata, il 13 maggio gli eritrei estesero le loro operazioni avanzando nella pianura attorno a Badme per andare a occupare il terreno elevato a est della cittadina: varie zone di confine nel distretto (woreda) di Tahtay Adiyabo e due località nel confinante distretto di La'ilay Adiyabo, territori dove la sovranità dell'Etiopia non era contesa, furono occupate dagli eritrei. Almeno tre brigate eritree al completo, ciascuna con in organico 3000 uomini appoggiati da una dozzina di carri armati T-54/55, si trincerarono in posizione difensiva attorno a Badme.
Quello stesso 13 maggio Addis Abeba ordinò la mobilitazione generale dei suoi riservisti, e iniziò a ritirare truppe dalla frontiera con la Somalia per spedirle nella Regione dei Tigrè. Al momento tuttavia nessuna significativa forza militare etiope era ancora in grado di costituire un argine all'avanzata degli eritrei, che infatti proseguì: dopo aver forzato il corso del fiume Mareb, truppe eritree invasero e occuparono il distretto di Mereb Lehe e quindi, il 30 maggio, la cittadina di confine di Alitena; ai primi di giugno l'avanzata degli eritrei era proseguita più a est nel distretto di Gulomahda, dove la cittadina di confine di Zalambessa, posta sulla strada diretta tra Asmara e Addis Abeba, venne occupata il 3 giugno e quindi trasformata in una posizione fortificata. Più a est, infine, truppe eritree lanciarono un'offensiva nella Regione degli Afar, avanzando in direzione della città di Bure; le avanzate eritree furono accompagnate dalla cacciata, più o meno forzata, di circa 300000 civili etiopi dalle zone invase.

### La prima controffensiva etiope e la prima tregua

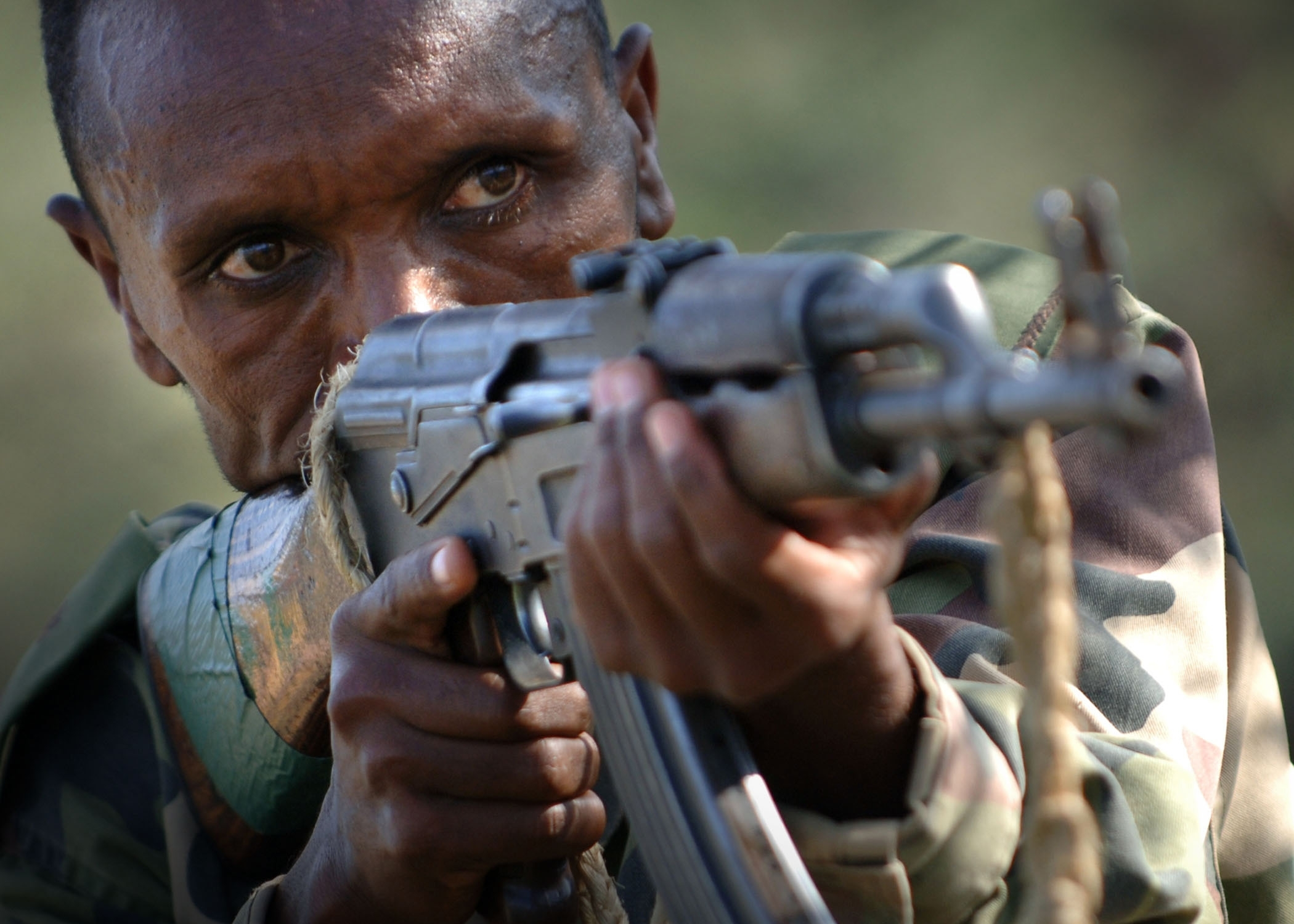
Un soldato etiope armato con un fucile d'assalto AK-47

Il 17 maggio una missione di funzionari di Stati Uniti e Ruanda giunse ad Addis Abeba per mediare una tregua tra le parti; le proposte dei mediatori furono formalmente accolte dal governo etiope il 3 giugno, ma gli eritrei decisero di portare avanti i negoziati mentre le loro truppe si trinceravano sulle posizioni appena conquistate. Mentre le prime truppe regolari etiopi andavano a costituire un fronte compatto per contenere le avanzate degli eritrei, l'Aeronautica etiope radunò vari apparecchi nella base aerea avanzata di Macallè e si preparò a lanciare i primi contrattacchi. La mattina del 5 giugno quattro caccia MiG-23 etiopi lanciarono un attacco contro la principale aerea eritrea, l'Aeroporto Internazionale di Asmara: due degli apparecchi non riuscirono a sganciare le loro bombe, ma gli altri colpirono un magazzino uccidendo diversi meccanici eritrei; una bomba colpì anche il principale centro di comando dell'Aeronautica eritrea ma non esplose, salvando così dalla morte buona parte degli alti ufficiali della forza armata. Quello stesso pomeriggio gli eritrei risposero inviando quattro addestratori MB-339 armati con bombe a grappolo ad attaccare la base etiope di Maccalè: furono causati danni lievi a un caccia MiG-23 e a un elicottero etiopi, ma due bombe finirono sul centro della città causando la morte di 53 civili e il ferimento di altri 185.
La mattina del 6 giugno i caccia etiopi lanciarono una nuova incursione su Asmara, ma questa volta gli eritrei erano preparati: i loro apparecchi erano stati dispersi e affiancati da vecchi relitti usati come falsi bersagli, e le difese antiaeree rinforzate da vari complessi di mitragliere da 23 mm ZU-23; conseguentemente, l'attaccò fallì nell'infliggere danni significativi, un caccia MiG-21 etiope venne abbattuto dal fuoco da terra e il suo pilota venne catturato dagli eritrei. Visto che lo scalo di Asmara stava venendo usato per l'evacuazione dei cittadini stranieri dall'Eritrea, il governo etiope impose poi una moratoria unilaterale ad altre incursioni sull'aeroporto. Nel frattempo, sul terreno gli eritrei respinsero facilmente i primi contrattacchi delle truppe regolari etiopi nelle regioni di Badme e Tserona; a loro volta, gli etiopi si difesero con successo da una nuova offensiva eritrea sferrata in direzione di Adigrat. Il 9 giugno gli etiopi lanciarono una vasta controffensiva per riprendere Zalambessa, ma l'attacco fallì sotto bombardamenti a tappeto dei lanciarazzi BM-21 eritrei e degli addestratori MB-339 impiegati come aerei d'attacco al suolo. Aerei ed elicotteri eritrei colpirono poi Adigrat l'11 e 12 giugno, distruggendo un silos di grano e causando vittime tra la popolazione civile.
Vista anche l'incipiente stagione delle piogge (in corso dalla metà di giugno alla metà di settembre) che avrebbe imposto un forzato stop alle operazioni di terra, il 14 giugno le due parti convennero infine sull'accettare la proposta di cessate il fuoco avanzata dai mediatori statunitensi e ruandesi; fu avviata un'intensa attività diplomatica per portare a una cessazione definitiva delle ostilità, ma divenne ben presto chiaro che le due parti stavano sfruttando il momento di tregua principalmente per rafforzarsi sul piano militare. 
Nel novembre 1998 l'Eritrea mise in servizio il primo gruppo di sei caccia multiruolo MiG-29 acquistati in Ucraina; con gli apparecchi arrivò anche un contingente di istruttori e tecnici ucraini, subito impiegato per addestrare i piloti eritrei. Nel frattempo, l'Etiopia ordinò una vasta mobilitazione delle sue forze armate arrivando a mettere in campo, per l'estate del 1999, un totale di diciotto divisioni a pieno organico raggruppate in quattro comandi di corpo d'armata; tre corpi d'armata furono concentrati lungo il fronte con l'Eritrea, supportati da una forza corazzata comprendente 75 carri armati T-62, altrettanti T-55, 20 veicoli da combattimento della fanteria BMP-1, 70 autoblindo e circa 90 altri veicoli blindati, oltre a mettere in campo 500 pezzi d'artiglieria. L'invasione eritrea convinse molti ufficiali e specialisti delle vecchie forze aeree dell'Etiopia socialista a rientrare nel paese e offrire i loro servigi al nuovo governo, mentre alcuni alti ufficiali imprigionati per le loro collusioni con il vecchio regime furono rilasciati e rimessi in posizioni di comando; furono ingaggiati tecnici ucraini per riattivare le postazioni di missili antiaerei S-125 fornite dall'Unione Sovietica negli anni 1980, nonché specialisti bulgari e russi per addestrare i piloti etiopi. Nel settembre 1998 Addis Abeba siglò un contratto con la Russia per l'acquisto di otto caccia intercettori Sukhoi Su-27, arrivati in Etiopia nel dicembre seguente unitamente a 300 tecnici e istruttori russi.

### La seconda controffensiva etiope

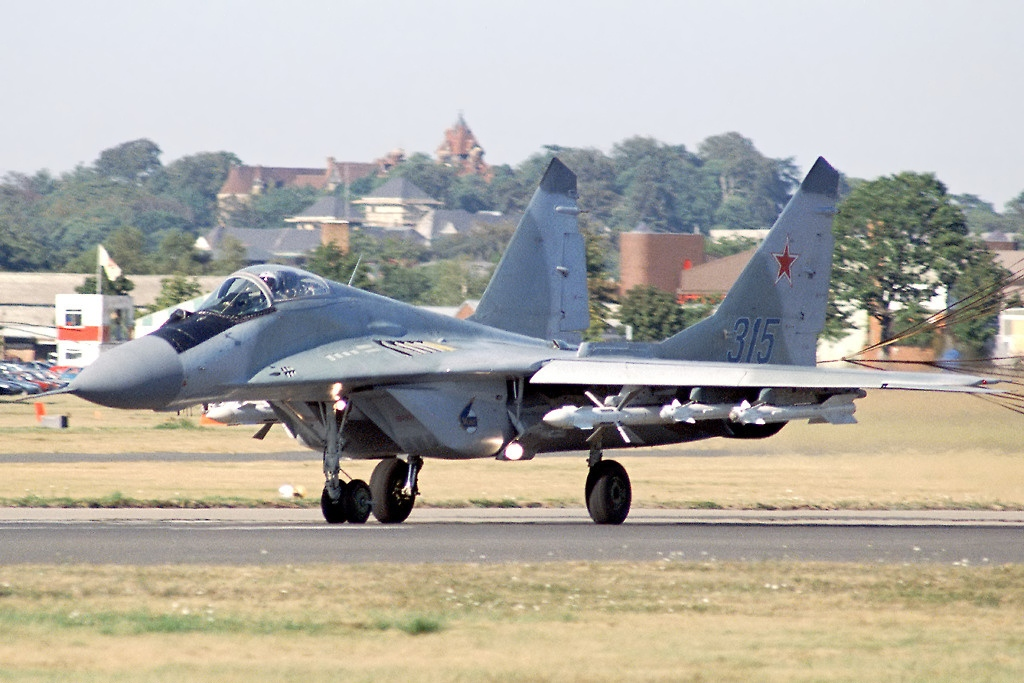
Un caccia MiG-29, qui con la livrea sovietica, nel 1990; fu il velivolo di punta dell'aviazione eritrea durante il conflitto

Mesi di infruttuosi negoziati diplomatici dimostrarono ben presto che l'Eritrea non avrebbe rinunciato pacificamente al territorio appena conquistato; il governo etiope autorizzò quindi una ripresa dei combattimenti, al fine di ricacciare gli eritrei oltre la frontiera entro la ripresa della successiva stagione delle piogge. Alle 04:00 del 2 febbraio 1999 gli etiopi diedero quindi il via alla loro nuova controffensiva scatenando un intenso sbarrammento di artiglieria lungo l'intero fronte da Cheraro a ovest a Zalambessa a est. All'artiglieria fecero seguito attacchi a bassa quota di elicotteri armati Mil Mi-24 etiopi, più utili dei cacciabombardieri nell'aspro terreno montuoso della Regione dei Tigrè; gli eritrei furono costretti ben presto a operare i loro spostamenti solo di notte per evitare gli attacchi degli elicotteri etiopi. Per quattro giorni consecutivi le truppe eritree dovettero sopportare i bombardamenti nascoste nelle loro trincee; solo l'aviazione eritrea tentò una timida risposta, inviando il 5 febbraio due MB-339 a bombardare i depositi di carburante etiopi di Adigrat. I caccia MiG-29 eritrei tentarono vari attacchi a velivoli ed elicotteri etiopi impiegando missili aria-aria a lunga gittata, ma senza far registrare alcun centro; similmente a vuoto andarono le sortite di intercettazione dei nuovi Su-27 etiopi, afflitti del resto da vari problemi tecnici e di messa a punto. Gli etiopi impiegarono anche aerei da trasporto Antonov An-12 come bombardieri improvvisati, sganciando dalle loro rampe posteriori vasti quantitativi di bombe a caduta libera che polverizzarono interi tratti di fortificazioni eritree.
Temendo il logoramento delle sue forze sotto i costanti bombardamenti etiopi, l'alto comando eritreo decise di anticipare il nemico sferrando, il 6 febbraio, un attacco su ampia scala alle postazioni etiopi a sud, est e ovest di Badme e nella zona di Tserona. La mossa era attesa dagli etiopi, i quali contavano di attirare le truppe eritree fuori dalle fortificazioni per colpirle con la loro superiore potenza di fuoco: dopo una giornata di intensi combattimenti gli eritrei furono respinti sulle posizioni di partenza, mentre un contrattacco etiope portava alla cattura della posizione di Geza Gerlase nella zona di Tserona. Il 7 febbraio gli etiopi impiegarono obici semoventi 2S19 Msta, appena acquistati in Russia, per bombardare e distruggere la stazione radar eritrea di Adi Quala, accecando la rete di supporto alle operazioni dei MiG-29 di Asmara; gli eritrei replicarono con un nuovo bombardamento di Adigrat da parte dei loro MB-339, conclusosi con il ferimento di sette civili. Attacchi eritrei sferrati per riprendere la posizione di Geza Gerlase furono respinti con gravi perdite dagli etiopi, che approfittarono dell'occasione per avanzare ulteriormente e catturare i villaggi di frontiera di Konin e Konito in territorio eritreo. Le operazioni etiopi furono appoggiate da intensi attacchi al suolo degli elicotteri armati Mi-24 e dei MiG-23 impiegati come cacciabombardieri, spingendo gli eritrei a fare uso dei loro MiG-29 in missioni di intercettazione aerea; priva del supporto del radar di Adi Quala, il 21 febbraio una pattuglia di due apparecchi eritrei finì tuttavia in un'imboscata dei Su-27 etiopi: colpito da un missile aria-aria, uno dei preziosi MiG-29 eritrei si schiantò al suolo.

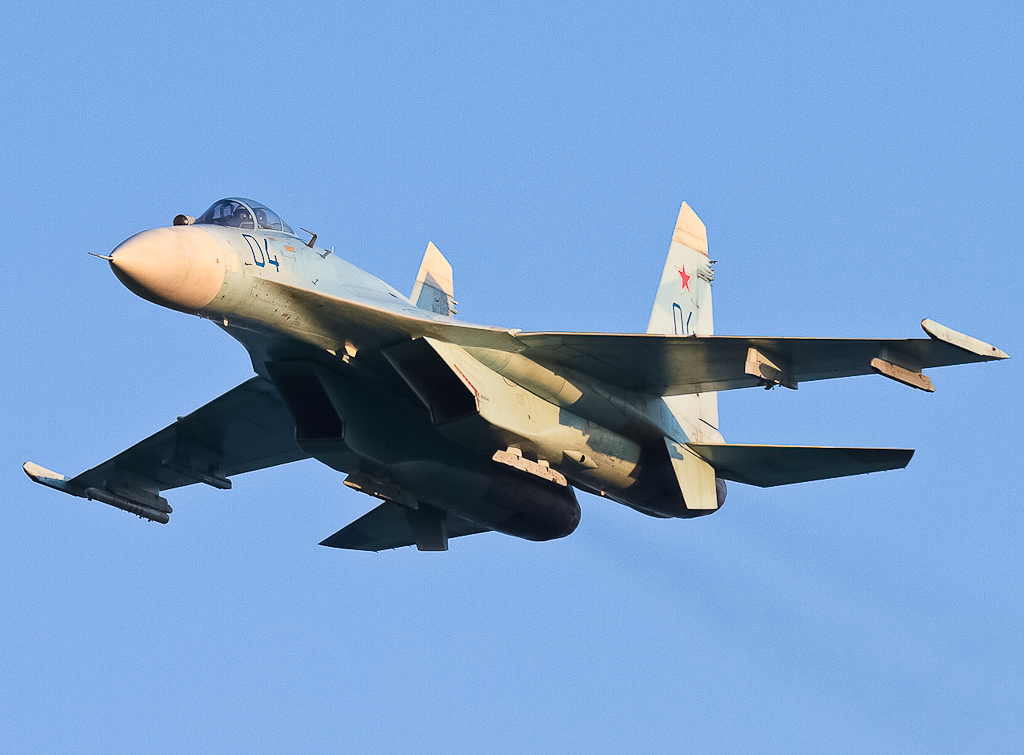
Un caccia intercettore Su-27 in volo; il suo acquisto fu la risposta etiope all'arrivo dei MiG-29 eritrei

Il 22 febbraio quattro MiG-23 etiopi tornarono a colpire l'aeroporto di Asmara, causando vari danni alle piste; quello stesso giorno l'artiglieria etiope sferrò un pesante bombardamento sulle posizioni eritree nella zona di Tserona. Queste azioni erano un diversivo per coprire il lancio, all'alba del 23 febbraio, di una massiccia offensiva nel settore di Badme (operazione Tramonto) da parte di un intero corpo d'armata etiope di tre divisioni, tenuto in riserva appositamente per questa azione: il fronte eritreo venne sfondato nella zona di Biyakundi, dopodiché gli etiopi avanzarono su Dukambiya prima di piegare a est e colpire sul fianco una divisione eritrea che, presa di sorpresa, finì completamente distrutta. Per evitare l'accerchiamento gli eritrei dovettero attuare un'immediata ritirata generale sulla sponda settentrionale del fiume Mareb, abbandonando quasi tutte le loro conquiste territoriali nella zona di Badme, 100 chilometri di fortificazioni campali e buona parte delle loro armi pesanti; la ritirata fu flagellata dagli attacchi con razzi dei Mi-24 etiopi, che contribuirono alle gravi perdite umane riportate dagli eritrei. Incolpandolo della disfatta, il presidente Afewerki destituì il generale Abraha dalla carica di capo di stato maggiore delle forze armate eritree, sostituendolo con il generale Umar Hassan.
Afewerki ordinò all'Aeronautica eritrea di inviare tutte le sue risorse in battaglia, ma l'azione si risolse in un disastro: il 25 febbraio i Su-27 etiopi tesero un'imboscata agli eritrei e abbatterono con missili aria-aria un MiG-29 causando la morte dei suo pilota, azione replicata identica il 26 febbraio con la perdita di un altro MiG-29 di Asmara. Queste azioni lasciarono gli eritrei con solo tre MiG-29 efficienti (compreso un velivolo biposto da addestramento) e soprattutto con solo due piloti qualificati per la loro guida; a peggiorare la situazione, uno dei piloti venne arrestato dai servizi segreti a causa delle sue proteste circa l'insensatezza delle missioni ordinate dal comando eritreo: rimase in prigione senza processo per i successivi 15 anni fino a quando riuscì a fuggire dal paese nel 2014.

### Nuovo stallo

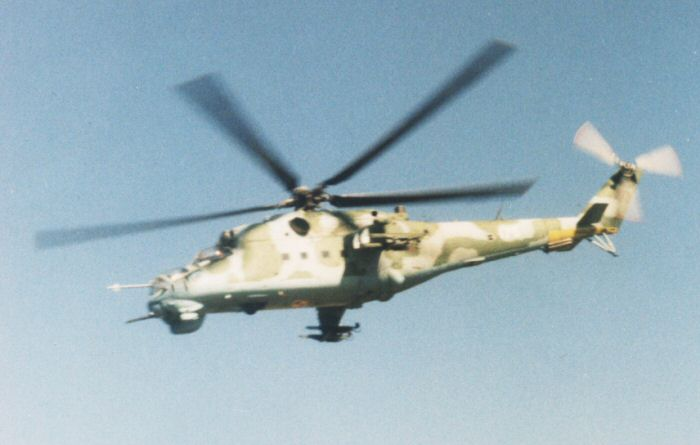
Un elicottero d'attacco Mi-24 in volo nel 1999; il mezzo fu largamente impiegato dagli etiopi nel corso del conflitto

Impiegando tutte le riserve disponibili (e nuovi soldati reclutati a forza), Umar Hassan ricostruì un fronte di difesa ai suoi diretti ordini lungo il fiume Mareb, nonostante i continui attacchi dell'aviazione etiope ora fondamentalmente libera dalla minaccia dei MiG-29 di Asmara. Dopo aver atteso inutilmente un contrattacco degli eritrei, il 15 marzo 1999 gli etiopi ripresero l'iniziativa sferrando una massiccia offensiva nel settore centrale del fronte, attaccando con una divisione da Rama verso Tserona e con un'altra divisione da Adigrat verso Zalambessa (operazione Vento da Ovest); seguirono quattro giorni di feroci combattimenti che lasciarono sul terreno circa 10000 morti per parte, ma il fronte non subì cambiamenti significativi. Parata questa mossa, il 29 marzo gli eritrei contrattaccarono sul fronte del Mareb, ma furono respinti dagli etiopi ora ben trincerati sulle posizioni appena conquistate; l'offensiva eritrea venne rinnovata con altri attacchi sferrati il 24 maggio e poi tra il 9 e il 13 giugno, riportando gravi perdite umane senza aver conseguito alcuna significativa conquista territoriale. Non paghi, gli eritrei sferrarono tra il 25 e il 29 giugno altre due controffensive lungo il Mareb senza alcun successo, prima che la stagione delle piogge imponesse un nuovo stop alle operazioni su vasta scala; gli attacchi eritrei si risolsero in un disastro, con gli etiopi che rivendicarono di aver inflitto al nemico 20000 perdite nel solo mese di giugno 1999.
Seguendo il copione dell'anno prima, la stagione delle piogge fu caratterizzata da un'intesa attività diplomatica volta a far cessare il conflitto, con varie offerte di mediazione avanzate dall'Organizzazione dell'unità africana, dall'Algeria e da altre potenze. In possesso di buona parte delle zone contese, e spossata dall'alto costo umano ed economico del conflitto, l'Etiopia era pronta a negoziare, ma non altrettanto si poteva dire dell'Eritrea: temendo di venire spodestato qualora il paese non avesse conseguito una vittoria decisiva, Afewerki sostenne una massiccia offensiva diplomatica per presentare l'Eritrea come vittima dell'aggressione di un'Etiopia intenzionata a distruggerla, rifiutandosi di fare alcuna concessione e puntando più che altro a guadagnare tempo per riorganizzare e riarmare le sue forze militari.
La situazione dell'Eritrea era comunque critica, in particolare perché non fu in grado di trovare fornitori di armi disposti a soddisfare le sue richieste di equipaggiamenti; l'intera Aviazione eritrea, in particolare, dovette essere messa a terra per carenza di parti di ricambio per i suoi velivoli. Al contrario, l'Etiopia fu in grado di espandere ulteriormente le sue forze: dalla Cina furono acquistati 18 obici pesanti da 155 mm WAC-021 e 25 lanciarazzi da 107 mm Type 63, mentre da varie fonti furono acquistati più di 100 obici da 122 mm D-30. Miglioramenti dei sistemi di manutenzione consentirono agli etiopi di mettere in campo 450 carri armati T-55 recuperati dai depositi del vecchio esercito socialista, consentendo di equipaggiare non meno di quattro divisioni meccanizzate in supporto alle 22 divisioni di fanteria nel frattempo mobilitate. In aria, l'Aviazione etiope ampliò la sua linea di volo ricevendo dalla Russia altri quattro intercettori Su-27 e quattro cacciabombardieri Sukhoi Su-25; equipaggiati per il lancio di munizioni di precisione, questi ultimi furono impiegati in azione già a partire dal gennaio 2000 in attacchi notturni contro obiettivi di alto valore nelle retrovie eritree.

### L'offensiva finale etiope

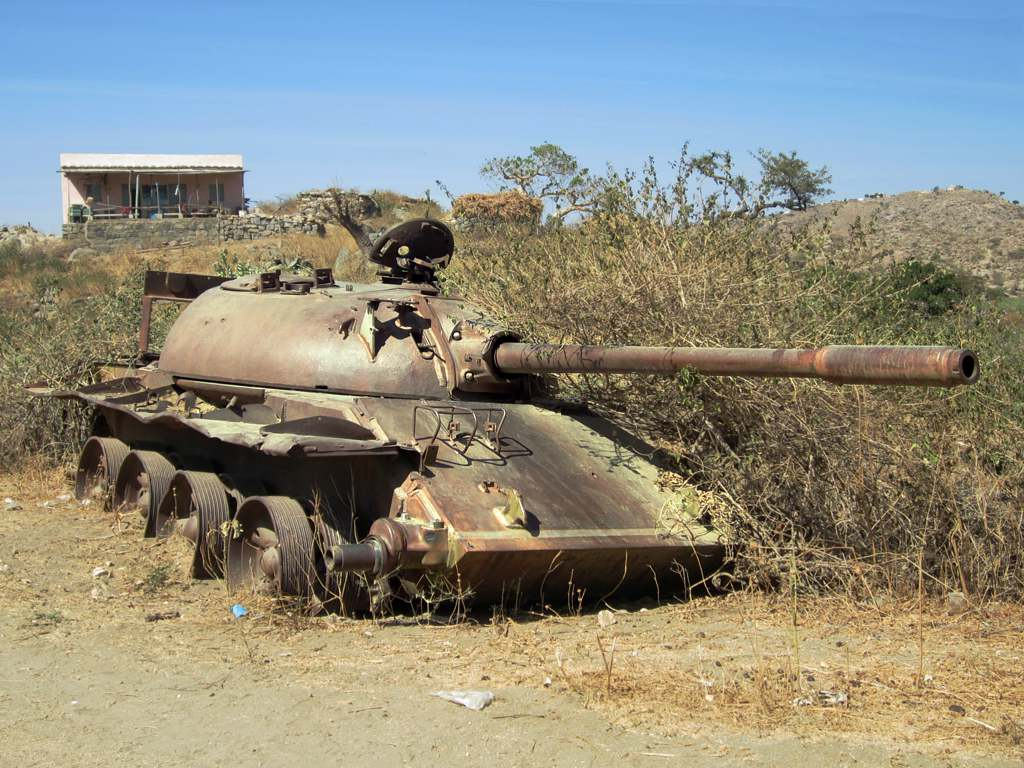
Il relitto di un carro T-62 etiope abbandonato in territorio eritreo

Falliti anche gli ultimi tentativi negoziali, l'Etiopia si convinse a sferrare un'ultima offensiva per concludere la guerra sul piano militare. Il 12 maggio 2000 l'artiglieria e l'aviazione etiopi iniziarono una campagna di bombardamenti a tappeto delle posizioni eritree nel settore centrale del fronte tra Shambuko e Shelalo, in vista di un attacco diretto contro la cittadina eritrea di Tokombia; l'attacco a Tokombia doveva spingere gli eritrei a ritirare truppe dal settore di Zalambessa per parare la mossa, favorendo il lancio di una successiva offensiva etiope volta alla conquista di quest'ultima città. L'offensiva, iniziata il 14 maggio, si sviluppò subito in maniera molto favorevole agli etiopi: dopo ventiquattr'ore di intensi combattimenti gli etiopi sfondarono il fronte eritreo, presero Tokombia e avanzarono ulteriormente catturando le cittadine di Bishuka, Mailem e Molki nella Regione di Gasc-Barca; dopo aver respinto dei contrattacchi eritrei, il 18 maggio gli etiopi catturarono quindi Barentù, il capoluogo regionale.
Presa Barentù e superate le difese di frontiera eritree, gli etiopi potevano ora sfruttare la loro superiorità in veicoli militari per imporre una guerra di movimento: una divisione etiope uscì quindi da Barentù procedendo in direzione ovest sulla strada per Tessenei, travolgendo varie basi e postazioni di retrovia eritree prese alle spalle; incontrando solo una resistenza leggera, gli etiopi occuparono quindi Tessenei il 28 maggio. Truppe fresche eritree fatte affluire in tutta fretta sferrarono un contrattacco il 4 giugno, forzando gli etiopi ad abbandonare Tessenei e a ritirarsi a sud del fiume Tacazzè; gli etiopi fecero affluire altre tre divisioni e rilanciarono l'offensiva attaccando a Omhajer, per poi spingere verso nord andando a ricatturare Golluj il 12 giugno e quindi Tessenei e Aligider due giorni dopo. Nel frattempo, il 28 maggio gli etiopi sferrarono il colpo finale attaccando a Zalambessa: preceduti da un tremendo bombardamento di artiglieria, gli etiopi irruppero nelle difese eritree e presero la città. Davanti a una resistenza eritrea ormai in disfacimento, gli etiopi spostarono l'offensiva più a est, avanzando da Bure in direzione del porto di Assab sulla costa del Mar Rosso.
L'Aeronautica etiope operava ormai impunemente contro le retrovie eritree: il 18 maggio due MiG-23 etiopi bombardarono il porto di Massaua, mentre il 20 maggio quattro MiG-23 colsero di sorpresa e distrussero una postazione di missili antiaerei Kub eritrei nelle vicinanze di Mendefera. Il 28 maggio i MiG-23 etiopi colpirono una moderna stazione elettrica ad Arkiko sulla costa eritrea, mentre il 29 maggio due MiG-23 colpirono l'aeroporto di Asmara danneggiando la pista, le strutture a terra e un addestratore MB-339 (bloccato a terra e impiegato come fonte di pezzi di ricambio). I generali etiopi premevano per una conquista di Assab (bombardata dagli aerei etiopi il 2 giugno), ma il governo di Addis Abeba voleva limitare l'estensione delle sue conquiste di territorio eritreo onde evitare l'accusa di essere un paese aggressore; l'avanzata delle truppe etiopi venne quindi fermata a 37 chilometri di distanza da Assab. Con quasi un terzo del suo territorio occupato militarmente dall'Etiopia, il governo eritreo non poté fare altro che cercare una soluzione diplomatica della guerra: il 18 giugno Asmara accettò formalmente un accordo di cessazione delle ostilità avanzato da Addis Abeba, ponendo fine ai combattimenti.

## Conseguenze

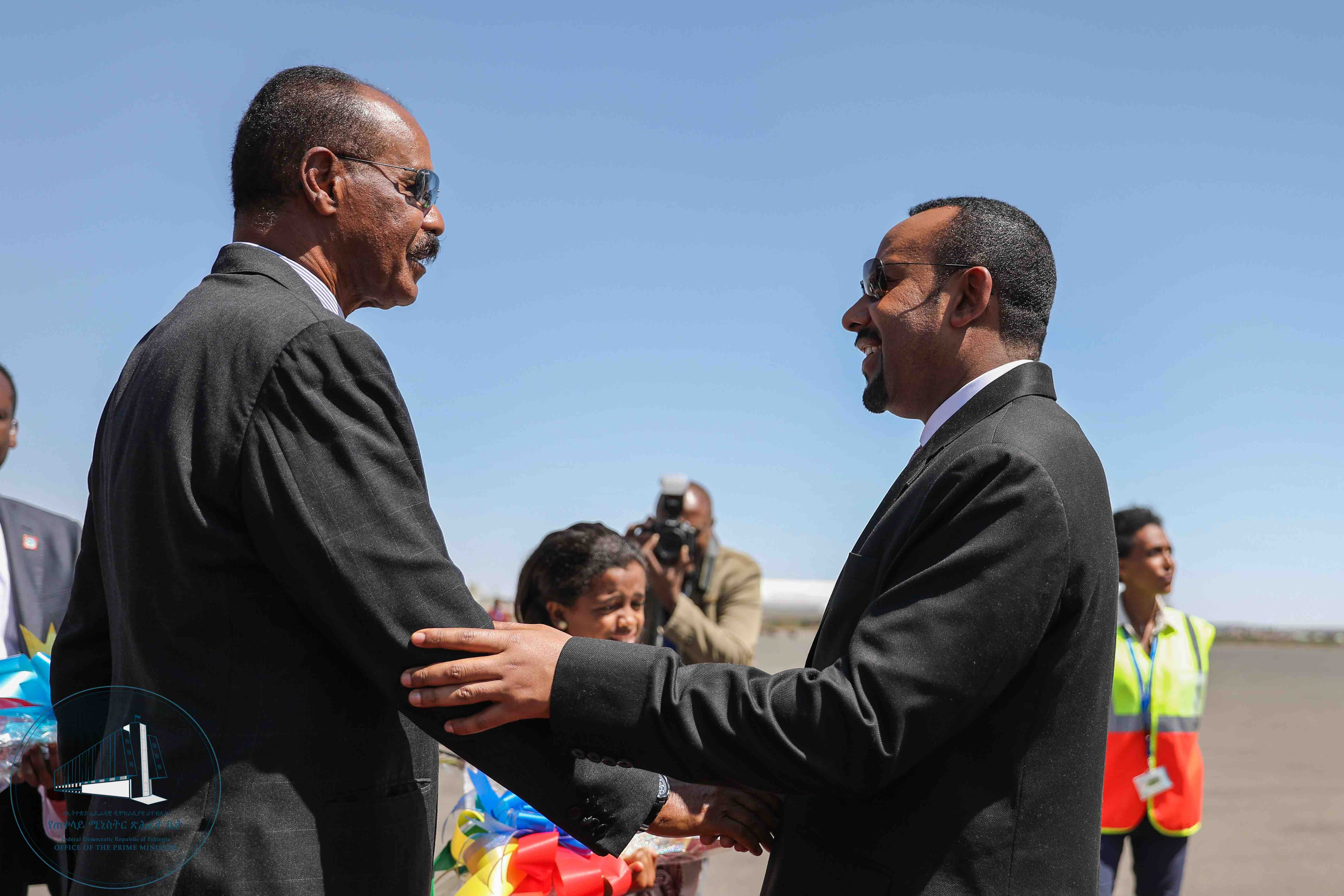
Il primo ministro etiope Abiy Ahmed Ali (a destra) stringe la mano al presidente eritreo Afewerki durante un incontro bilaterale nel 2019

Le vittime causate dal conflitto non sono mai state calcolate con precisione, con varie stime indipendenti che parlano di più di 70000 o 100000 morti in totale, oltre a 650000 profughi causati dalle ostilità.
In base ai termini dell'accordo di armistizio, lungo la frontiera tra Etiopia ed Eritrea venne creata una fascia smilitarizzata ampia 25 chilometri in territorio eritreo, pattugliata da una missione di caschi blu delle Nazioni Unite (la Missione delle Nazioni Unite in Etiopia ed Eritrea o UNMEE) attivata nel luglio 2000. La cessazione delle ostilità venne riconfermata il 12 dicembre 2000, quando il presidente eritreo Afewerki e il primo ministro etiope Zenawi siglarono, con la mediazione delle Nazioni Unite, dell'Organizzazione dell'unità africana, dell'Unione europea, dell'Algeria e degli Stati Uniti, l'accordo di Algeri; oltre a prevedere il rimpatrio dei prigionieri di guerra, l'accordo di pace previde la costituzione di due commissioni apposite poste sotto l'egida della Corte permanente di arbitrato de L'Aia per risolvere l'una la questione della delimitazione dei confini tra Etiopia ed Eritrea e l'altra la definizione dei danni causati dal conflitto, nonché una commissione apposita sotto l'egida del segretario generale dell'Organizzazione dell'unità africana per indagare sulle cause scatenanti della guerra.
Il verdetto della commissione relativa ai confini venne reso noto il 13 aprile 2002. La questione venne risolta assegnando territori sia all'uno che all'altro Stato: in particolare, l'Etiopia si vide assegnare varie zone lungo il tratto meridionale del confine mentre all'Eritrea venne assegnato il pomo centrale della discordia, ovvero la regione di Badme. Sia Addis Abeba che Asmara espressero proteste per questa decisione, ma i due governi furono sottoposti a forti pressioni internazionali perché accettassero la definizione dei confini e alla fine dovettero cedere. La tensione tornò nuovamente a salire dopo che, il 21 dicembre 2005, la commissione incaricata dell'analisi delle cause della guerra sentenziò che fu l'Eritrea a infrangere il diritto internazionale attaccando l'Etiopia nel maggio 1998 e dando così inizio al conflitto, aprendo all'imposizione ad Asmara di gravose compensazioni economiche per i danni di guerra; le due nazioni tornarono a mobilitare le proprie forze armate e a schierare truppe al confine. La divisione territoriale sancita dalla commissione sui confini rimase a lungo puramente virtuale, visto il ripetuto rifiuto dell'Etiopia di procedere con la demarcazione fisica della nuova frontiera; l'Eritrea rispose imponendo restrizioni crescenti all'operatività del contingente delle Nazioni Unite, accusate di appoggiare l'operato dell'Etiopia. Il 30 luglio 2008 un voto del Consiglio di sicurezza delle Nazioni Unite sancì la fine della missione UNMEE, ritenuta impossibile da continuare a causa delle restrizioni imposte dall'Eritrea.
Pur senza degenerare in una guerra aperta, scontri armati tra etiopi ed eritrei proseguirono per diversi anni lungo la frontiera contesa, in particolare perché i due Stati appoggiavano i movimenti insurrezionali attivi nei confini del vicino. Nel marzo 2012 truppe etiopi attaccarono tre postazioni militari in territorio eritreo nella regione della Dancalia, come rappresaglia per un attacco di ribelli della Regione degli Afar appoggiati dall'Eritrea; nel dicembre 2013 le truppe etiopi tornarono a colpire in territorio eritreo, distruggendo una base dei guerriglieri armati da Asmara. L'incidente più grave si verificò nel giugno 2016 nelle zone di Tserona e Zalambessa, con combattimenti intensi tra le truppe etiopi ed eritree proseguiti per due giorni e costati la vita ad alcune centinaia di uomini: entrambe le parti si rinfacciarono la responsabilità di aver dato inizio alle ostilità, con l'Etiopia che accusò l'Eritrea di aver scatenato l'attacco per distrarre l'attenzione internazionale da un rapporto recentemente pubblicato dalle Nazioni Unite che accusava il regime di Afewerki di crimini contro l'umanità.
La situazione migliorò solo dopo l'arrivo al governo di Addis Abeba di Abiy Ahmed Ali, divenuto primo ministro nell'aprile 2018. Abiy Ahmed Ali promosse una politica riformista comprensiva di una generale distensione nei confronti dell'Eritrea, con cui furono riavviati i negoziati di pace; questi culminarono infine un incontro bilaterale tra Abiy Ahmed Ali e Afewerki l'8 e 9 luglio 2018 ad Asmara, il cui documento conclusivo siglato dalle parti sancì formalmente la fine delle ostilità e l'avvio della normalizzazione delle relazioni politiche ed economiche tra Etiopia ed Eritrea.